# Mandeism
Mandeism (på mandeiska mandayyā, av mandā, ”kunskap”) är en etnisk religion som uppstod i Mellanöstern. Mandeismens sista profet var Johannes Döparen som har en central roll. Mandeismen har haft en gnostisk prägel sedan senantiken. Mandeismen har ungefär 100 000 utövare och kallas för mandéer, främst i Sverige, Irak och södra Iran. De troende kallas mandéer, oegentligt benämnda Johanneskristna.
Mandeismens heliga skrift är Ginzā Rbā (den stora skatten) på mandeiska. Den kallas ibland bara Ginza, Adamsboken eller Codex Nazareus.

## Religionen
Enligt flera experter har mandéerna sitt ursprung i Palestina för cirka tvåtusen år sedan. Andra experter menar att religionen härrör från förkristen tid. Enligt mandéerna själva är religionen äldre än både kristendom och judendom, och går att spåra tillbaka till Adam, den första människan. Mandéerna anser inte att Abraham, Moses eller Jesus var profeter, däremot var Abraham och Jesus mandeiska präster. Till sina profeter räknar mandéerna flera personer i Första Mosebok: Adam, Adams söner Set (som de kallar Sheetil) och Abel (Hibil), Noa (Nuh), med flera. De räknar Adam som sin grundare och Johannes Döparen som sin sista och viktigaste profet.
Den heliga texten Ginza rabba berättar att mandeismen är den äldsta religionen i världen och grundades när Manda d'Haije, en ängel eller uthra, sändes som frälsare i tidens begynnelse från den himmelska ljusvärlden. Mandeismen är en gnostisk religion: ett centralt mål är att uppnå insikt eller gnosis, vilket befriar själen från fångenskap i materien så att den kan återföras till sitt ursprung i ljusvärlden.
De troende kallas ibland sabier av det arameisk-mandeiska ordet sabe för ”döpt” (i vatten). Emellanåt har muslimer betraktat dem som ättlingar till de mytiska sabierna, som omnämns i Koranen och tolkande verk och som likt mandéerna hade problem med att få erkännande som ett av bokens folk. Religionsvetare har dock anfört bevis för att mandéer och sabier är två olika religiösa grupper, och även koranlärda har påpekat detta.
Det viktigaste sakramentet är dopet genom nedsänkning i rinnande vatten, något som upprepas flera gånger under den troendes livstid. Mandéerna vördar Johannes Döparen som sin sista och främsta profet. I Irak sker dopen vanligen i floden Tigris, som rituellt kallas för Jordan. Floderna som har sina källor i de turkiska bergstrakterna anses symboliskt springa upp i de himmelska ljusregionerna. 
Mandeismen är utpräglat dualistisk som gnosticismen och motsatsparen gott och ont, ljus och mörker, och själ och materia är därför viktiga. Läran innefattar förbud mot att häda, döda, begå självmord, stjäla, ljuga, begå äktenskapsbrott, skilja sig och begå våldshandlingar. För att någon skall räknas som mandé så måste båda föräldrarna vara mandéer: det går inte att konvertera till religionen.  
Mandéernas religiösa byggnad, där man även kan döpa sig, kallas för mendi. Mandéer är idag utspridda i världen, likt många andra grupper i krigsdrabbade Irak.

## Relation till andra religioner
Under kristendomens historia har gnostiska läror motarbetats av kyrkan. Att mandéerna ändå fortlevt inom islams domäner beror på att de tidvis lyckats hävda sig som bokens folk, och därmed accepterats och skyddats, genom att beteckna sig själva som abrahamitiska och som sabier – utövare av en forntida monoteistisk tro av gåtfullt ursprung som tillsammans med judar och kristna omnämns tre gånger i Koranen.

## Mandeismen i Sverige
Det första intresset för mandeismen i Sverige kan hänföras till Matthias Norbergs översättning till latinet av Codex Nazaræus, liber Adami appellatus, en handskrift han funnit år 1777 i Paris och som bland annat innehöll en version av Ginza. Denna översattes och utgavs i tryckt form åren 1815 till 1816 i Lund, och blev känd under namnet Adams bok. Denna bok antas ha inspirerat Erik Johan Stagnelius till dikten Demiurgen. En av 1900-talets mest framstående kännare av den mandeiska religionen var den svensk-kanadensiske religionshistorikern Eric Segelberg, professor vid Dalhousie University, Halifax, Kanada.
Ett antal mandéer utvandrade under 1990-talet till Sverige. Orsaken är att de inte fått ett erkännande som bokens folk och därför inte fått sina giftermål godkända vilket medfört att deras barn betraktats som utomäktenskapliga. Mandéer började under 1990-talet komma som flyktingar till Sverige och kallar sig här al-mandaer. 
Det bor mer än 8 000 mandéer i Sverige. Mandeiska föreningar finns i bland annat Stockholm, Göteborg, Lund, Hallsberg, Eskilstuna, Västerås och Malmö. Föreningen i Stockholm ger ut tidskriften Alsada. Den första mendin (mandéernas religiösa byggnad) i Europa finns i Sandviken.
Två mandeiska samfund får statsbidrag via Myndigheten SST. Det största har fått bidrag sedan 2013 och heter sedan 2020 Mandeiska trossamfundet i Sverige och Finland, med huvudkontor i Södertälje, tidigare Norsborg, och hette 2019 Mandeiska trossamfundet och fram till 2018 Mandeiska-Sabeiska samfundet. Det något mindre Mandeiska trossamfundet i Sverige och Europa, med huvudkontor i Malmö, har fått statsbidrag sedan 2021.
Den tidigare pingstkyrkan i Hallsberg ombildades (november 2015) till en mendi.
Den 15 september 2018 invigdes Europas första från grunden byggda mendi i Dalby.